# Podlas (Domaradz)
Podlas – część wsi Domaradz w Polsce, położona w województwie podkarpackim, w powiecie brzozowskim, w gminie Domaradz. 
Wchodzi w skład sołectwa Domaradz.
W latach 1975–1998 Podlas należał administracyjnie do województwa krośnieńskiego.